# Клапа (филм)
Клапа (нем. Klappe) је тамна, најчешће, црна, матирана дрвена правоугаона плоча са дужом страном до 40 cm, на којој се исписују и снимају, на почетку сваког кадра, односно дубла, подаци везани за идентификацију филмског кадра и дубла, приликом руковања са филмском траком у процесу лабораторијске монтаже и звучне обраде. Постоје обичне и дигиталне клапе.

### Записи на клапи
На клапи је потребно написати број пројекта, број сцене - према књизи снимања, број дубла (поновљеног снимања истог кадра), број филмске роле или меморијске картице, затим имена реализатора филма: редитеља, директора фотографије, продуцента и продуцентске куће. Ту се често уписују и место снимања (екстеријер, ентеријер), доба дана (јутро, вече и сл), као и евентуални светлосни ефекти, филтрација итд.

### Клапер
Све податке на плочи исписује особа која рукује са клапом: клапер или секретар режије. Пре почетка снимања кадра, клапер поставља клапу према камери, у видно поље објектива.

### Тонска клапа
При истовременом снимању слике и звука, на одвојеним тракама, користи се, такозвана, тонска клапа, односно, ова већ описана плоча на коју је монтиран покретни крак уз једну од дужих страна. Покретни крак, удараљка, и горња ивица плоче обојени су белом и црном бојом у ширини од 2 до 10 cm, ради боље видљивости тренутка спајања. На почетку кадра, изговори се број кадра и дубла написан на клапи, крак удараљке се кратко споји са плочом – произведе се ударац, при чему се произведе оштар, кратак звук. То омогућава да се касније идентификује заједнички тренутак удара клапе на одвојеним тракама са сликом и звуком, ради истовременог тренутка њиховог спајања током монтажне обраде филма.
Прво креће снимање звука, затим камера снима након чега се клапа поставља у позицију, а клапер јасно, гласно и разговетно прочита број сцене, кадра и дубла (нпр:кадар пети, други пут) након чега, после краће паузе -  да би се глас јасно одвојио од звука, затвори клапу и после друге кратке паузе журно напушта видно поље камере која наставља снимање. Јако је важно да остатак филмске екипе тада буде тих. У појединим случајевима, клапа се мора снимити на крају (било да је нема или тонска) када се камера без прекидања рада окреће према припремљеној клапи, а клапер изговара податке тек после удара удараљке.
Код немог кадра, клапа се може окренути наопако, али није обавезно. У дневник снимања се бележи овај податак, али слика и звук ће бити касније, синхронизовани до краја.

### Величина клапе
Клапе могу бити различитих величина. Уобичајене димензије су 38 X 30 cm, а мала клапа је обично 15 X 12 cm. Најмање клапе се обично користе за снимање крупних планова, када су актери и објекти снимања близу камере. Највеће клапе се користе за снимање општих планова и тотала. Клапа мора заузимати максималан простор у кадру, мора бити оштра и јасно видљива.

### Импровизоване клапе
Импровизована клапа за неми кадар може бити комад папира, црна таблица, зид итд.
Тонски кадар се може обележити прстима руке или ударцем длана о длан при чему се први број показаних прстију тиче броја кадра, а други, броја дубла. Пљескање длана о длан даје звучни сигнал, али је битно и да додиривање дланова буде чујно и видљиво за камеру.

### Камере са клапом
Са развојем тонске камере у њих су се почеле уграђивати електричне тонске клапе. На почетку сваког снимања, камера би осветљавала неколико фотограма и истовремено  упућивала магнетофону звучни сигнал од 1000 Hz,  у потпуно истој дужини. Таква клапа служи за прецизну синхронизацију, али не и за идентификацију кадрова, па је потребно пре снимања кадра снимити нему клапу са свим подацима и да се исти подаци изговоре у микрофон синхроног магнетофона.

### Број клапа
Приликом снимања сцене са већим бројем камера, правило је да свака камера има своју клапу и свој број.

### У анимацији
У анимацији, испред снимања сваког кадра, снима се до десетак фотограма клапе са бројем кадра. То су бројеви, нешто већи и посебно исписани на картонима (0-9), који се постављају и комбинују на столу за анимацију преко позадине цртежа који ће бити анимирани.